# Arick Brice Wierson
Arick Brice Wierson é um reconhecido executivo americano da televisão americana, produtor de filmes, e empreendedor com amplos interesses no Brasil, outras partes da América Latina, África e o Oriente Médio. 
Até meados de 2009, Wierson era o assessor sênior de media e comunicação do actual Prefeito de Nova York Michael Bloomberg – quem a revista Forbes classifica como o mais poderoso bilionário do mundo - Sr. Wierson surgiu como um dos mais influentes executivos no meio de media e comunicação social  nos Estados Unidos na década do ano 2000 Em 2009, quando o Bloomberg desistiu das suas aspirações de tornar-se Presidente dos Estados Unidos, optando por um terceiro (e inédito) mandato como Prefeito de Nova Iorque, Wierson resolveu-se sair do governo do Bloomberg, para retornar ao sector privado e dedicar-se aos empreendimentos pessoais.

## Homem de Confiança do Prefeito-Bilionário
Wierson e Bloomberg, lançaram, em 2003, a NYC TV (hoje NYC Media), considerada por muitos peritos da área da comunicação social dos EUA uma verdadeira revolução inovadora na televisão no País. Desde o lançamento, o modelo da NYC TV foi copiado por diversos países no mundo. Seis (6) anos após o lançamento da NYC TV, os sete canais de TV aberta e de TV a cabo que formaram a NYC TV chegaram a atingir um público diário de mais de 35 milhões de telespectadores. O sucesso do Sr. Wierson em erguer a NYC TV, fazendo-a concorrer com as grandes emissoras (cada uma com várias décadas de actuação no mercado local de Nova Iorque), fez com que a chamada "Bíblia" do sector de televisão nos EUA, a revista ''Broadcasting & Cable'', o descrevesse como "uma das pessoas mais importantes do sector de media e comunicação social em Nova York."
As estações de televisão sob a rubrica da NYC TV que Wierson e Bloomberg lançaram em 2003, cresceram de tal forma que hoje estas constituam-se o maior grupo local de media e comunicação social em Nova Iorque; a NYC Media Group hoje controla empresas que abrangem diversas áreas: TV aberta, TV a cabo, rádio, estúdios de producção, distribuição, a web e "medias novas", Táxi TV, e uma empresa productora de eventos ao vivo. Ao longo dos anos em que o NYC Media Group estava sob a liderança do Sr. Wierson, a NYC TV foi nomeada para um número record de 160 Emmy Awards, ganhando 42, - ambos sendo números records em Nova Iorque. A nível pessoal, o Sr.Wierson foi nomeado 27 vezes, vencendo em cinco (5) ocasiões.

## A Diplomacia Paralela
O Sr. Wierson também estabaleceu-se como um importante productor de filmes documentários. Ele produziu o filme "A Diplomacia Paralela: O Preço da Paz" ("Back Door Channels: The Price of Peace") que abriu o Festival de Monte-Carlo e depois abriu o festival de Abu Dhabi. O filme foi produzido pela empresa Channel Production Films, uma companhia de filmes independente de Nova Iorque. O primeiro grande lançamento da productora foi este filme, que estreou no "Monte-Carlo Television Festival" em 7 de junho de 2009, em Mónaco, e em audiência com Príncipe Alberto II de Mónaco, o presidente do festival. O filme se trata do acordo de paz negociado pelo ex-Presidente dos EUA, Jimmy Carter, entre Israel e o Egito. O título do filme se refere à diplomacia paralela, uma prática que passou a ganhar relevância a partir dos anos 40, quando grandes empresários, interlocutores de governos, começaram a actuar em canais paralelos e complementares para ajudar a diplomacia convencional governamental. O filme documentário apresenta entrevistas inéditas com, além do ex-Presidente Jimmy Carter, o ex-Secretário-Geral da ONU Boutros Boutros-Ghali, Dr. Henry Kissinger, o ex-Secretário de Estado dos EUA, Hosni Mubarek, ex-Presidente do Egito, e o Wolf Blitzer, jornalista da CNN.

## Homem de Wall Street
O Sr. Wierson comçou as sua vida profissional no mercado financeiro. Trabalhou no JP Morgan em Nova Iorque e no Banco ABN AMRO no Brasil (São Paulo)  Sr. Wierson tem uma esfera de influência que abrange várias regiões do mundo fora da América do Norte, principalmente no Oriente Médio, Europa e América Latina. Rumora-se que Wierson aconselha vários membros da família real Al-Nahyan de Abu Dhabi, além de várias fortunas no Brasil, guiando a gestão política internacional destas últimas.

## Formação Acadêmica
Wierson formou-se com um Mestrado em Economia pela Universidade Estadual de Campinas em São Paulo, Brasil (UNICAMP), onde cursou como bolsista do Rotary Internacional. Ele se formou com honra (cum laude) com um diploma de Bacharel em Ciências de Estudos Diplomáticos da Georgetown University em Washington DC, onde se especializou em Estudos da América Latina.

## Homem de Intriga
Há muito que já se sabe sobre o Sr. Wierson, especialmente no que diz respeito ao tempo que trabalhou no sector público como director de empresas de media em Nova Iorque, como assessor do prefeito e magnata da media, S.E. Michael Bloomberg. No entanto, alguns jornalistas especulam que não é apenas uma coincidência que o Sr. Wierson está vinculado a uma gama surpreendente de vários homens poderosos e influentes do mundo de negócios.
Por exemplo, o jornal americano de Nova Iorque The Village Voice estabeleceu que Wierson tem algum relacionamento muito próximo com o bilionário americano Leon Charney, dono de mais de 12 arranha-céus em Times Square, em Nova Iorque, e um dos principais doadores do mundo para Israel. No entanto, há indícios de que Wierson relaciona muito bem no mundo árabe também, inclusive com o Mansour bin Zayed Al Nahyan (filho de Zayed bin Sultan Al Nahayan) e o bilionário Sulaiman al-Fahim, um dos homens de confiança do clã al-Nahyan, a actual família real dos Emirados Árabes Unidos. Além disso, diz-se que Wierson visita com freqüência a Arábia Saudita, no papel de assessor de vários membros da família real deste mesmo país, nomeadamente do ramo do Khaled bin Abdulaziz. Também no mundo árabe, Wierson parece ter uma associação significativa perante a família real de Marrocos. Em meados de 2009, Wierson, com sua esposa, foi fotografado por paparazzis italianos, (fotos as quais foram publicadas na revista Match Paris), em ocasiãode festa em Monte-Carlo com o Rei Mohammed VI de Marrocos, o actual Rei do Marrocos (filho de Hassan II) e Príncipe Alberto II de Mónaco. Na Europa, também há relatos na língua grega que vincula Wierson ao empresário bilionário de transportes Minos Kyriakou. Afinal, salvo Michael Bloomberg, não há provas concretas sobre a natureza destes relacionamentos, mas o facto do Sr. Wierson continuar a aparecer ao lado destas pessoas notáveis não deixa de ser um ponto intrigante sobre esta figura pública.